# Municipio de West Carroll
El municipio de West Carroll (en inglés: West Carroll Township) es un municipio ubicado en el condado de Cambria en el estado estadounidense de Pensilvania. En el año 2000 tenía una población de 1.445 habitantes y una densidad poblacional de 52.3 personas por km².

## Geografía
El municipio de West Carroll se encuentra ubicado en las coordenadas 40°36′00″N 78°44′29″O / 40.60000, -78.74139.

## Demografía
Según la Oficina del Censo en 2000 los ingresos medios por hogar en la localidad eran de $27,917 y los ingresos medios por familia eran $32,031. Los hombres tenían unos ingresos medios de $26,029 frente a los $19,583 para las mujeres. La renta per cápita para la localidad era de $13,177. Alrededor del 12,8% de la población estaban por debajo del umbral de pobreza.